# کوین بلومنفلد
کوین بلومنفلد (انگلیسی: Kevin Blumenfeld؛ زادهٔ ۷ نوامبر ۱۹۸۳) آهنگساز و موسیقی‌دان اهل ایالات متحده آمریکا است.
وی دانش‌آموختهٔ رشتهٔ موسیقی در «آکادمی موسیقی هَـمیلتون» است و کار حرفه‌ای موسیقی را نخست، با کارآموزی در کنار هانس زیمر آغاز کرد و نقش اندکی در ساخت موسیقی فیلم‌های پرل هاربر، سقوط شاهین سیاه، مردان چوب‌کبریتی و حلقه داشت.
از فیلم‌هایی که وی در ساخت موسیقی آنها نقش داشته‌است، می‌توان به شب‌زنده‌داران اشاره نمود.